# Meteorus mariamartae
Meteorus mariamartae är en stekelart som beskrevs av Nina M. Zitani 1998. Meteorus mariamartae ingår i släktet Meteorus och familjen bracksteklar. Inga underarter finns listade i Catalogue of Life.